# Cantó d'Aire-sur-la-Lys
El cantó d'Aire-sur-la-Lys (neerlandès: Ariën) és un cantó francès del departament del Pas de Calais, situat al districte de Saint-Omer. Té 14 municipis i el cap és Aire-sur-la-Lys.

## Municipis
- Aire-sur-la-Lys
- Clarques
- Ecques
- Herbelles
- Heuringhem
- Inghem
- Mametz
- Quiestède
- Racquinghem
- Rebecques
- Roquetoire
- Thérouanne
- Wardrecques
- Wittes

## Història
| Data d'elecció                           | Identitat              | Partit                    | Qualitat |
| ---------------------------------------- | ---------------------- | ------------------------- | -------- |
| 1945-1970                                | Paul Blondel           | SFIO                      |          |
| 1970-2001                                | François-Xavier Bécuwe | RI, després divers droite |          |
| 2001-2008                                | Françoise Henneron     | UDF, després UMP          |          |
| 2008-                                    | Jean-Claude Dissaux    | app. PS                   |          |
| les dades anteriors no són pas conegudes |                        |                           |          |
|                                          |                        |                           |          |

## Demografia
| A partir de 1990: Població sense dobles comptes |